# 薬史学
薬史学（やくしがく）とは薬学の一部門で、薬に関する歴史を取り扱う学問分野である。日本では朝比奈泰彦により提唱、学会が創立された。

## 概要
薬史学では、薬に関する歴史の研究が日本の薬学の進歩発展に大きな貢献をすることであるとして、薬学の歴史研究を行う。この目的のため、朝比奈泰彦（当時日本薬学会会頭、東京大学名誉教授）は1954年に日本薬史学会を創立した。